# Coccinia abyssinica
Coccinia abyssinica je trajnica iz roda kokcinija, porodica tikvovki. Raste po Etiopiji, Eritreji, Egiptu i Sudanu na visinama od 1300 do 2400 metara, gdje je važna prehrambena biljka za lokalno stanovništvo.
Vernakularno je poznata kao anchote.